# Apogon quartus
Apogon quartus är en fiskart som beskrevs av John Fraser 2000. Apogon quartus ingår i släktet Apogon och familjen Apogonidae. Inga underarter finns listade i Catalogue of Life.